# Růžová (Děčíni járás)
Růžová település Csehországban, Děčíni járásban. Růžová Janov, Labská Stráň, Bynovec, Jetřichovice, Hřensko, Srbská Kamenice és Arnoltice településekkel határos. Lakosainak száma 577 fő (2024. január 1.).

## Népesség
A település lakosságának változását az alábbi diagram mutatja:
| Lakosok száma | 1889 | 1874 | 1429 | 383  | 254  | 395  | 487  | 549  | 551  | 577  |
|               | 1869 | 1900 | 1921 | 1961 | 1980 | 2011 | 2016 | 2019 | 2021 | 2024 |